# Jeremy Strong
Jeremy Strong   (Jamaica Plain, 25 de desembre de 1978) és un actor estatunidenc. És conegut pel seu paper de Kendall Roy a la sèrie de televisió Succession (2018–2023), pel qual va rebre el premi Primetime Emmy al millor actor en sèrie dramàtica el 2020. Strong també ha aparegut en diverses pel·lícules com ara Lincoln (2012), Zero Dark Thirty (2012), Selma (2014), The Big Short (2015), Molly's game (2017), The Gentlemen (2019) i The Trial of the Chicago 7 (2020).

## Infantesa
Strong va néixer a Boston (Massachusetts), fill d'una infermera i un treballador de la justícia juvenil, i va assistir a escoles públiques a Boston i Sudbury. Es va graduar a la Universitat Yale, on va protagonitzar diverses obres de teatre, amb un grau en anglès. També va estudiar a la Royal Academy of Dramatic Art, i a la Steppenwolf Theatre Company de Chicago (Illinois). Va debutar a Broadway el 2008.
Strong va ser escollit com a membre Leonore Annenberg de 2008/2009 pel Lincoln Center Theater. Va ser nominat a la millor actuació fora de Broadway dues vegades en un període de tres anys. Va aparèixer a Broadway a Un home per a l'eternitat i va protagonitzar nombroses produccions de fora de Broadway.

## Vida personal
Strong es va casar amb Emma Wall, una psiquiatra danesa, el 2016. Tenen dues filles: Ingrid (nascuda l'abril de 2018 a Copenhaguen) i Clara (nascuda el novembre de 2019 a Nova York). Viuen a Nova York i tenen també casa a Copenhaguen i Tisvilde.

## Filmografia

### Pel·lícules
| Any  | Títol                        | Paper               | Notes        |
| ---- | ---------------------------- | ------------------- | ------------ |
| 2008 | Humboldt County              | Peter               |              |
| 2008 | The Happening                | Privat Auster       |              |
| 2009 | The Messenger                | Soldat de tornada   |              |
| 2009 | Kill Daddy Good Night        | Bruce               |              |
| 2009 | Contact High                 | Carlos              |              |
| 2010 | The Romantics                | Pete                |              |
| 2010 | Yes                          | Home                | Curtmetratge |
| 2011 | Love Is Like Life But Longer | Cec                 | Curtmetratge |
| 2012 | Lincoln                      | John George Nicolay |              |
| 2012 | Un amic per a en Frank       | Jake                |              |
| 2012 | Please, Alfonso              | Alfonso             | Curtmetratge |
| 2012 | See Girl Run                 | Brandon             |              |
| 2012 | Zero Dark Thirty             | Thomas              |              |
| 2013 | Parkland                     | Lee Harvey Oswald   |              |
| 2014 | El jutge                     | Dale Palmer         |              |
| 2014 | Time Out of Mind             | Jack                |              |
| 2014 | Selma                        | James Reeb          |              |
| 2015 | Black Mass                   | Josh Bond           |              |
| 2015 | The Big Short                | Vinny               |              |
| 2017 | Detroit                      | Fiscal Lang         |              |
| 2017 | Molly's game                 | Dean Keith          |              |
| 2019 | Serenity                     | Reid Miller         |              |
| 2019 | The Gentlemen                | Matthew Berger      |              |
| 2020 | The Trial of the Chicago 7   | Jerry Rubin         |              |
| 2022 | Armageddon Time              | Irving Graff        |              |
| 2024 | The Apprentice               | Roy Cohn            |              |

### Televisió
| Any       | Títol          | Paper       | Notes       |
| --------- | -------------- | ----------- | ----------- |
| 2011–2013 | The Good Wife  | Matt Becker | 5 episodis  |
| 2013      | Mob City       | Mike Hendry | 4 episodis  |
| 2016      | Masters of Sex | Art Dreesen | 9 episodis  |
| 2018–2023 | Succession     | Kendall Roy | 39 episodis |